# حافظ عبد الحميد
هو أحد الأشخاص الستة الذين قاموا بتأسيس جماعة الإخوان المسلمين بالاشتراك مع حسن البنا في مارس 1928.